# Astragalus monanthus
Astragalus monanthus är en ärtväxtart som beskrevs av Kun Tsun Fu. Astragalus monanthus ingår i släktet vedlar, och familjen ärtväxter. Inga underarter finns listade i Catalogue of Life.